# Cegőtelke

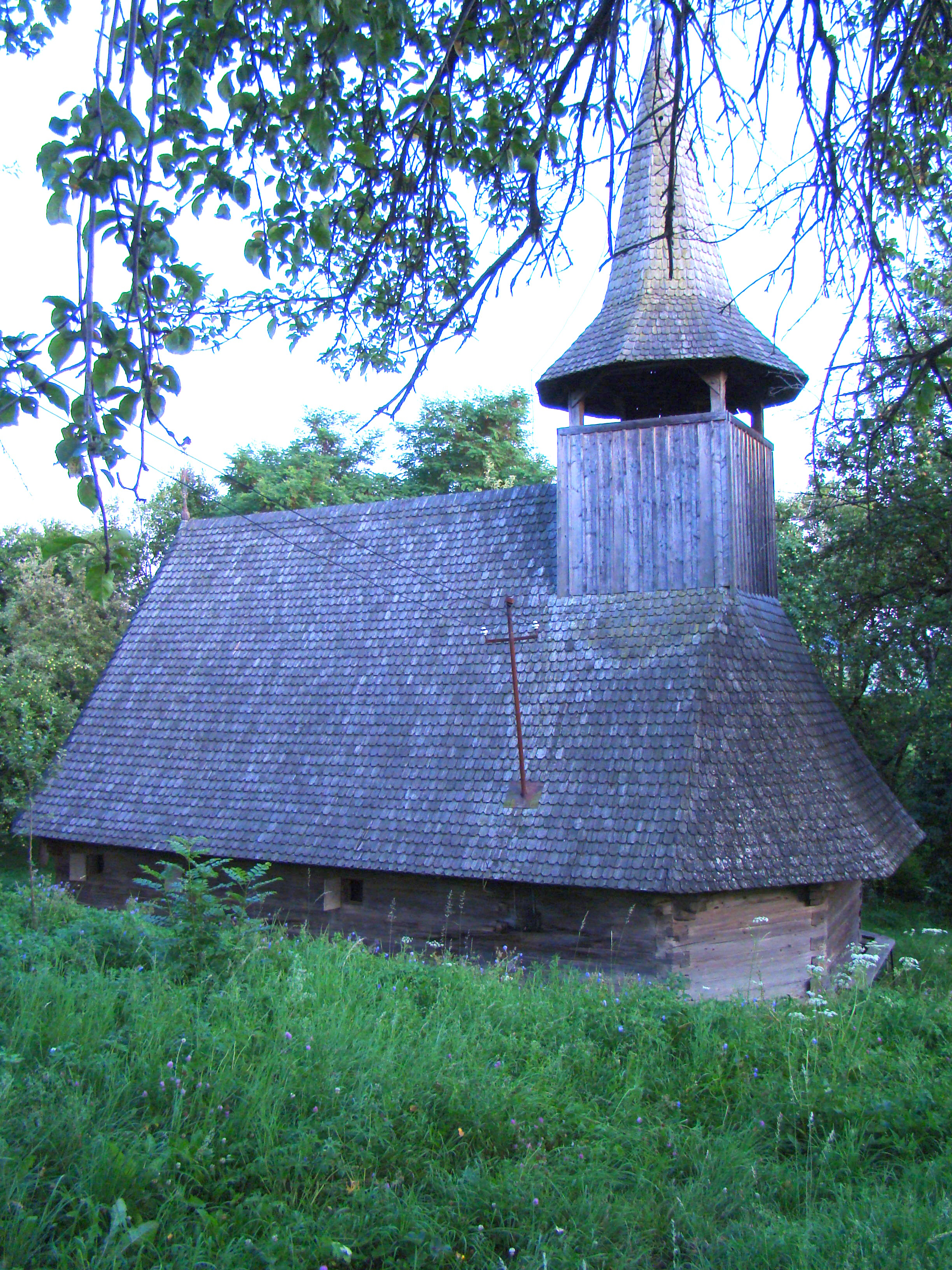
A cegőtelki görögkatolikus fatemplom

Cegőtelke (románul Țigău) település Romániában, Beszterce-Naszód megyében.

## Fekvése
Beszterce-Naszód megyében, Kerléstől délkeletre, a Kecskés patak partján fekvő település.

## Nevének eredete
Nevét a halászatban ismert egyik halfogó alkalmatosságról (halfogó vízrekesz, halfogó gázló) kaphatta, amellyel halászatkor a vizet zárják el a folyó teljes szélességében.

## Története
Cegőtelke (Szász-Czege) nevét az oklevelek 1243-ban említették először Czegetelke néven, majd 1366-ban Zegen, 1407-ben Zegew, 1413-ban Scegew, 1622-ben Szaz Zege és Zász Zege néven is írták. A település kezdetben a dobokai vár földje volt, Czegő teleke néven, nagy valószínűséggel egy Czegő nevű dobokai várszolga neve után.
1241-ben a tatárjáráskor a falu elpusztult. 1243-ban az elpusztult települést IV. Béla király két szász úrnak; Lenting ispánnak, és testvérének Hermannak adományozta.
A XIV. század elején a Kajlaiak és Besztercei Henning unokái foglalták el a birtokot. 1344-ben kapták vissza birtokosai: Hermann fiának Miklósnak Mihály nevű fia és Lenning fiának Mihálynak Miklós nevű fia, kiket Pataiaknak neveztek. A későbbiekben Fátai Miklós fia Hermann után a magát leginkább Czegőinek nevező Krisztián ága maradt fenn Péter nevű fiában.
A Fátaiaknak fiúágon való magvaszakadása után - mivel őket, mármint Fátai vagy Czegői Pétert és fiát lekenczei szászok meggyilkolták - Zsigmond király a falut a szántai Laczk Dávid fiának Györgynek adta zálogba. 1430 körül pedig Zsigmond király a Kusalyi Jakcs János és Mihály székely ispánoknak zálogosította el a falut, s még ez évben a Kusalyi Jajcsoknak is adományozta Czege települést.
1444-ben Zalay István és neje Veronika volt a település birtokosa.
1490-ben Czegői Zalay Lászlóé, aki még 1492-ben is birtokosa volt.
1514-ben czegői Zalay Miklós és Péter birtoka volt.
1555-ig Kecseti Menyhért birtoka, akitől I. Ferdinánd király jószágvesztés miatt elvette, és itteni birtokrészét Nádasdy Tamás nádornak adományozta.
1628-ban Kecseti Menyhért és Pál volt birtokosa.
1677-ben Gyerő Zsófia Kölcsey Tamásné volt itt birtokos.
1702-ben több birtokosa is volt: Mikó István, Balogh János, Luczay István, Székely Pál, Bagaméri György, Pávay Miklós, Köblösi Gyula voltak birtokosaiként felsorolva.
1820-ban Apor Lázár, Balogh Ferenc özvegye, Bodoni Sándor, Nagy Zsigmond özvegye, Csabai Miklós özvegye, Ujlaky Samu, Székely László, Leska István és Nyerges József özvegye volt itt birtokos.
1898-ban Márkus Józsefé volt öröklés útján, és a református egyház volt birtokosa.
Az 1837 évi összeírás szerint 406 lakosa volt, ebből 40 nemes. A házak száma ekkor 80 volt.
1891-ben 497 lakosából 2 római katolikus, 176 görögkatolikus, 4 görögkeleti, 300 református, egy lutheránus, 14 izraelita volt. A település házainak száma 96, határa 1208 kataszteri hold volt.
A trianoni békeszerződés előtt Szolnok-Doboka vármegye Bethleni járásának része volt.

## Nevezetességek
- Református temploma - 1622-ben már állt régi kőtemploma, azonban 1830 körül leégett, és 1853-ban újították meg.
- Ortodox fatemploma[3]